# Шморгун, Пётр Михайлович
Пётр Михайлович Шморгун (укр. Петро Михайлович Шморгун; 1 января 1921, Осламов — 31 июля 1997) — советский и украинский историк. Доктор исторических наук (1965), Заслуженный деятель науки УССР (1980).

## Биография
Родился Пётр Михайлович Шморгун 1 января 1921 года в селе Осламов (ныне Хмельницкая область Украины).
Участник Великой Отечественной войны в 1941-1945 годах. В 1948 году окончил Киевский педагогический институт им. М. П. Драгоманова. В 1951-1968 годах работал научным сотрудником Института истории партии при Центральном Комитете Коммунистической партии Украины. С 1970 года — заведующий кафедрой истории КПСС Института повышения квалификации преподавателей общественных наук при Киевском университете им. Т. Шевченко.
Был членом Коммунистической партии Советского Союза с 1949 года.
Умер 31 июля 1997 года в возрасте 76 лет на Украине.

## Труды
- «Большевистские организации Украины в годы первой русской революции, 1905 — 1907» (1955)
- «Ради роб. депутатів на Україні в 1905 р.» (1955)
- «В. І. Ленін і більшовицькі організації на Україні. 1907—1917 pp.» (1960)
- «Київ у трьох революціях» (1963)
- «Карл Маркс і Україна» (1968)
- «В. І. Ленін і Україна» (1969)

## Звания
- Медаль «За отвагу» (1945)[2]
- Доктор исторических наук (1965)
- Заслуженный деятель науки УССР (1980)